# Осадње
Осадње (слч. Osadné) насељено је мјесто са административним статусом сеоске општине (слч. obec) у округу Сњина, у Прешовском крају, Словачка Република.

## Становништво
| Година:    | 1994. | 2004.    | 2014.    | 2024.    |
| ---------- | ----- | -------- | -------- | -------- |
| Број људи: | 248   | 214      | 170      | 138      |
| Разлика:   |       | -13,70 % | -20,56 % | -18,82 % |

| Година:    | 2023. | 2024.   |
| ---------- | ----- | ------- |
| Број људи: | 140   | 138     |
| Разлика:   |       | -1,42 % |

Према подацима о броју становника из 2024. године насеље је имало 138 становника.